# Xixons
Xixons és una masia que forma part de l'Inventari del Patrimoni Arquitectònic Català de Riner (Solsonès). Es troba molt a prop de cal Cabot, que també forma part de l'inventari del patrimoni català.

## Descripció
Gran masia senyorial de planta rectangular i orientada de nord a sud.

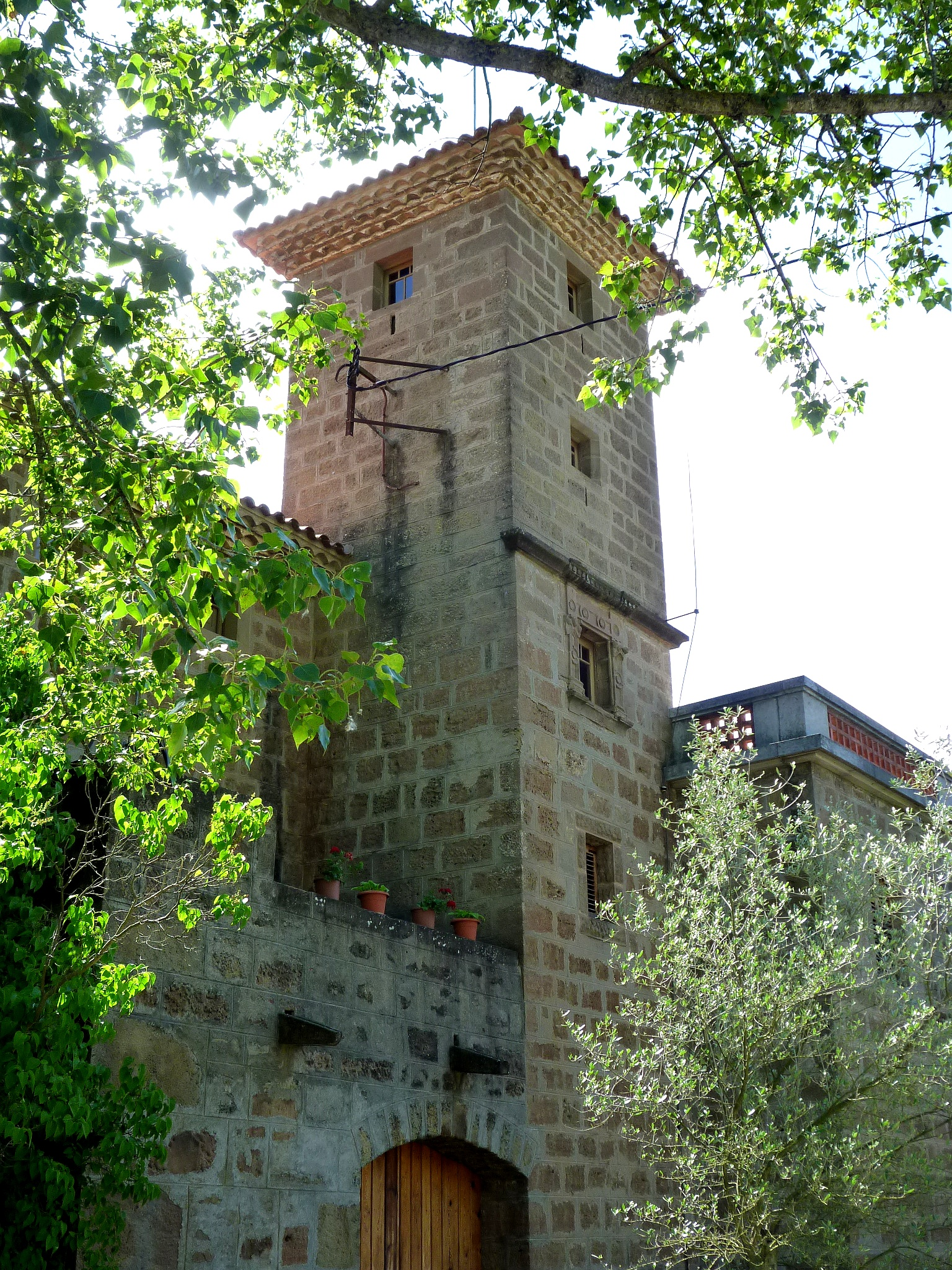
La torre

Teulada de doble vessant. Està construïda en dues fases, conservant, però, tota la construcció primitiva. La segona fase es feu davant de la primera per engrandir la casa. La façana principal, de nova construcció, està orientada a l'oest, amb grans balconades al primer pis i galeries amb arcades al superior. La porta principal es troba a l'antiga façana, a llevant. És d'arc de mig punt dovellada; damunt de la porta hi ha un matacà, restes de l'antiga fortificació, amb blocs tallats i en filades, amb dues espitlleres al centre, una vertical i estreta i una altra al damunt d'horitzontal, la part inferior buidada i la superior segueix la decoració de la cornisa de l'edifici. La paret nord té diversos finestrals; un d'ells amb decoracions neoclàssiques. Hi ha també una finestra renaixentista emmarcada per una llinda de pedra amb decoracions florals i per dos columnes amb capitells decorats amb motius animals i vegetals; al damunt hi ha una cornisa amb decoració geomètrica. Sobresurt per damunt de la casa una torre rectangular. El parament és de pedres tallades i col·locada en filades.

### Notícies històriques

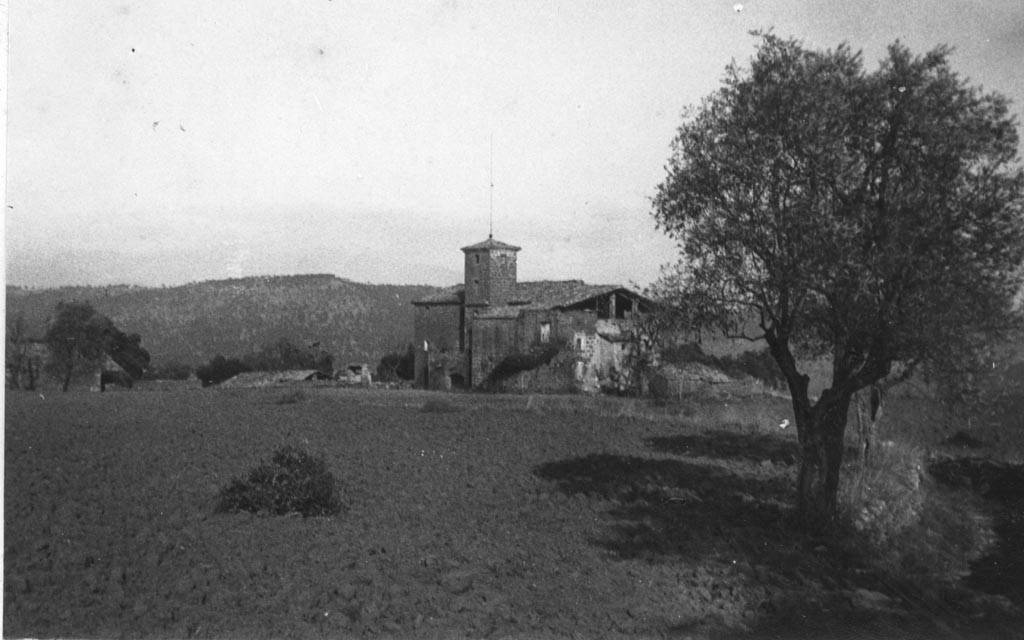
Can Xixons, en una imatge d'entre 1890 i 1923.

La masia de Xixons és una gran masia amb restes de fortificació. Les primeres notícies documentals són del segle xi. Fins al segle xv la casa era a l'indret de Xixons Vell, aquest indret és a un quilòmetre aproximadament, en direcció al riu Cardener (est), en un petit promontori cobert de bosc (pins). Hi ha moltes pedres i fins i tot una pica (ara trencada). Al segle xvi (1551) trobem a Pere de Xixons que era administrador del Santuari del Miracle. Posteriorment, Miquel Xixons, 1716-1717, era alumne de la Universitat de Solsona i defensà unes conclusions de Filosofia juntament amb en Roque Viles i Domènec Soldevila. A 1762 fou admès pel Col·legi, J. Gerris i Xixons, estudiant, amb el sou de 5 lliures a l'any i un parell de sabates. Al segle xix i XX, s'han fet moltes reformes a la casa, engrandint-la i restaurant-la; la més important fou la dels anys 60 del segle xx, quan es va reformar tota la façana sud, convertint-la en la principal.